# Phalacrocorax neglectus
Phalacrocorax neglectus е вид птица от семейство Phalacrocoracidae. Видът е застрашен от изчезване.

## Разпространение
Видът е разпространен в Намибия и Южна Африка.